# Charlotte Jakobsen
Charlotte Jakobsen (født 12. maj 1981)er en dansk eliteskytte i riffelskydning, der repræsenterer klubben DSB/ASF i Århus. Hun har gennem adskillige år tilhørt verdenseliten. Hun har blandt andet sin force på den lange 300 m distance.
Blandt hendes største resultater er guld i 60 skud liggende ved VM i 2002 og 2009, guld i halvmatch på 300 m ved VM i 2006 og 2009 og sølv i samme disciplin ved VM i 2010. Ligeledes har hun vundet VM-bronze i 60 skud stående i 2006 og sølv i 3 positioner ved VM i 2010. Dertil kommer en række internationale medaljer for hold. Hun blev kåret som nummer to i Politikens Årets Fund i 2002.